# Houle (géomorphologie)
Pour l’article homonyme, voir Houle.

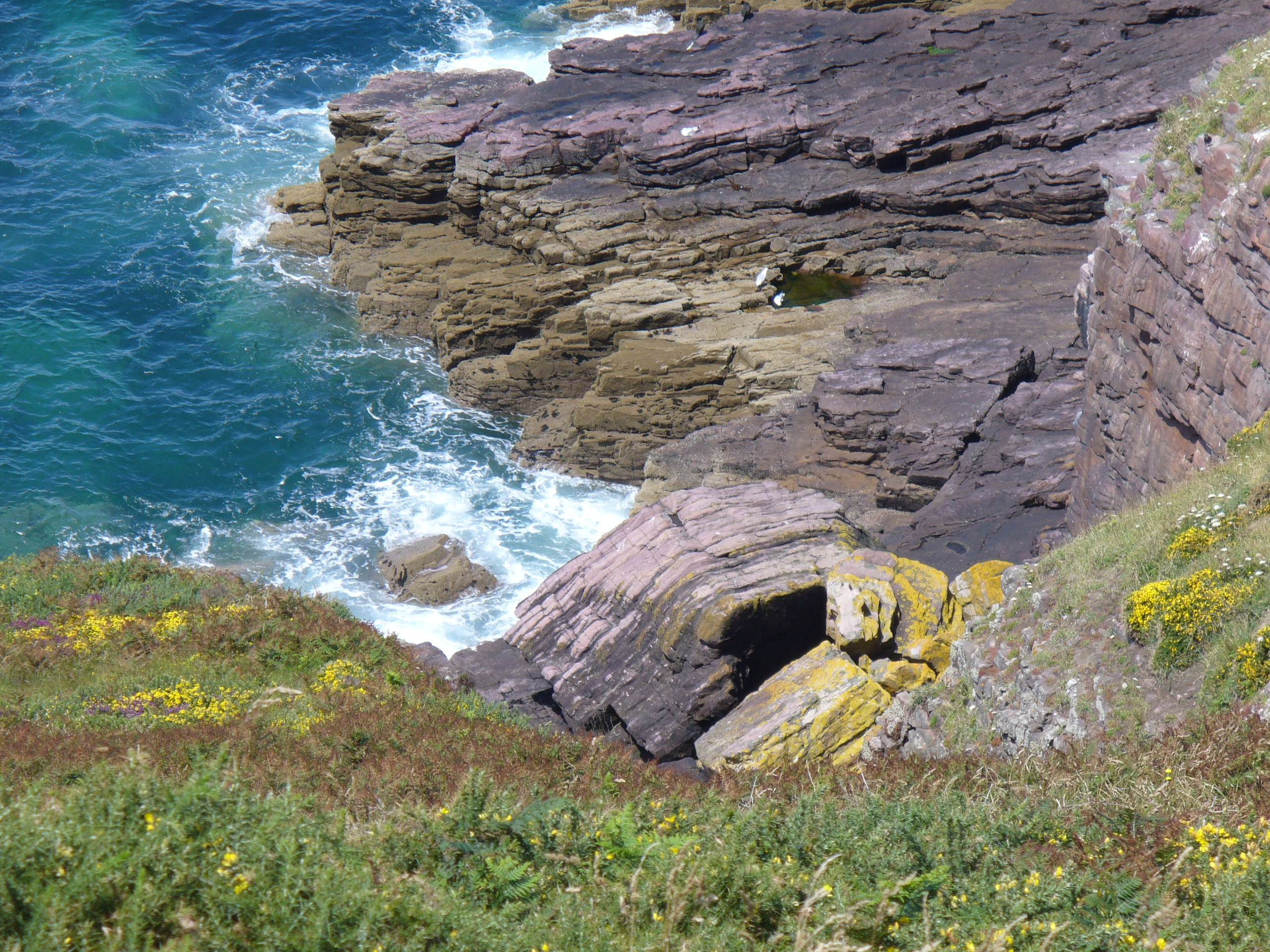
Les légendes des fées des houles les représentent comme vivant en famille et habitant dans des grottes, comme celles des falaises du cap Fréhel.

Houle, ou plus rarement goule[réf. nécessaire], est le nom donné aux cavités, en particulier dans les rochers au bord de la mer ou dans les berges au bord des rivières et aux cavernes, aux grottes dans les falaises de la côte normande, des Îles de la Manche et la côte nord de Haute-Bretagne. Un folklore important est associé à ces lieux en raison de la présence supposée des fées des houles, des Fions et des Jetins. 

## Étymologie
Il s'agit d'un mot normand à l'origine qui s'est aussi diffusé dans les régions limitrophes que l'on trouve dans les différents dictionnaires ayant trait à ce dialecte. Selon Joret, dans son Dictionnaire du patois du Bessin, hōle, houōle à le sens de « creux où se cache le poisson » , ensuite pour Jean Fleury in Patois de la Hague, il s'agit d'« un trou, une caverne, surtout dans les rochers ». Dans Maze, Dictionnaire du patois du Havre, le terme a le sens de « cavité où se retirent les poissons » que l'on trouve dans les différents dictionnaires ayant trait au dialecte normand. Selon Charles Joret dans son Dictionnaire du patois du Bessin, hōle, houōle à « le sens de creux où se cache le poisson », ensuite pour Fleury in Patois de la Hague, il s'agit « d'un trou, d'une caverne, surtout dans les rochers ». Dans Maze, Dictionnaire du patois du Havre, le terme a le sens de « cavité où se retirent les poissons ». 
On rencontre également les formes huole et hul. Le mot normand est issu de l'ancien scandinave hol « cavité » et qui se perpétue dans les langues scandinaves modernes : norvégien dialectal hol, suédois hål et danois hul. 
Le sens de houle comme « mouvement ondulatoire de la mer » n'est pas attesté avant le XVe siècle, puis seulement au XVIIIe siècle comme « vagues que la mer pousse les unes contre les autres ».
Le dialecte normand connait de nombreux dérivés : ahouolo « séjourner » (en parlant des poissons) dans les cavités des rochers (la Hague), houlet « araignée de mer », « tourteau » (Cotentin, pays de Caux), houlin « araignée de mer » (ouest du Cotentin) et crabe de houle (pays de Caux).
Ce mot a pu se confondre avec le vieux scandinave hola « trou (dans la terre) » (cf. norvégien hola « trou ») et qui partage le même radical hol-. Il a donné houle également, par exemple dans le patois guernesiais et surtout son dérivé en -ette : houlette qui signifie « terrier » dans les divers patois normands. On compte également de nombreux dérivés (se) houler « s'exciter à l'entrée d'un terrier (en parlant des lapins) », se déhouler « sortir avec peine de son lit ou de son trou » (pays de Caux).
Dans la toponymie normande, on rencontre fréquemment le radical hol- dans des composés, mais aussi sous sa forme romanisée avec l'article défini, comme en témoignent : le Delle-du-Houl (Calvados, Argouges), la Houle (lieux-dits à Granville, à Guilberville, à Écalles-Alix, les Houles (lieux-dits à Hacqueville et à Saint-Aubin-de-Scellon, la Houlle (lieu-dit à Saint-Quentin-sur-le-Homme), les Houlles (lieux-dits à Roullours, à Tournebu, à Fresney-le-Puceux, à Damville et à Thiberville), etc..
Il existe aussi quelques exemples sur la côte nord de la Bretagne, liés à l'influence normande sur le gallo : la Houle à Cancale ou le port de la Houle Causseul, à Saint-Jacut.

## Description
Les descriptions des houles insistent sur les illusions qui y règnent, grâce à ces êtres féeriques réputés y habiter,. Une houle à l'entrée minuscule peut abriter un véritable Autre Monde. Cette associations avec le folklore féerique pourrait provenir du fait que le mica qui en tapisse certaines les fait briller comme de l'or, selon Edgar MacCulloch.
La plus grande et belle de ces houles en Haute-Bretagne serait celle de Poulifée à Plévenon, qui est richement meublée et recèle même une chapelle. Les houles sont imaginées gigantesques, ainsi celle de Chêlin serait longue de cinquante kilomètres, permettant d'atteindre la ville de Lamballe.